# اریک آکاریوس
اریک آکاریوس (انگلیسی: Erik Acharius؛ ۱۰ اکتبر ۱۷۵۷ – ۱۴ اوت ۱۸۱۹ (۶۱ ساله)) دانشمند در زمینه گیاه‌شناسی اهل سوئد بود.